# كناريا وشركاه (مسلسل)
مسلسل كناريا وشركاه من بطولة: فاروق الفيشاوي سمية الألفي ونبيل الحلفاوي وتوفيق عبد الحميد والنجمة لوسي وشوقي شامخ وأسامة عباس وغيرهم من النجوم الكبار والنجوم الشابة.
المسلسل يحكي عن قصة واحد من مزيفي الإسكندرية يدخل السجن لمدة 7 سنين ثم يخرج بعدها ليسافر عبر الموانئ البحرية فيتفاجأ بأن ابنه ما زال حيا وأن زوجته السابقة وصديقه قد زيفوا شهادة الميلاد فيعيش في صراع لاسترداد ابنه.